# آلفونسو بوستامانت
آلفونسو بوستامانت (به اسپانیایی: Alfonso Bustamante) (زاده ۱۲ نوامبر ۱۹۴۱) سیاست‌مدار و بازرگان اهل پرو است. وی از ۲۸ اوت ۱۹۹۳ تا ۱۷ فوریه ۱۹۹۴ نخست‌وزیر این کشور بود.